# Eleonora de Moura
Leonor de Moura Corterreal y de Aragón Moncada, (nota in italiano come Eleonora de Moura e in portoghese come Leonor de Moura Corte Real) (1642 ? – Madrid, 28 novembre 1706), è stata una nobile portoghese naturalizzata spagnola.

## Biografia
Eleonora era la figlia primogenita di Francisco de Moura Corterreal y de Melo, duca di Nocera e marchese di Castelo Rodrigo, e della sua consorte Ana María de Aragón Moncada y de la Cerda. Quest'ultima era la figlia di Antonio d'Aragona Moncada, VI duca di Montalto e della sua consorte Juana de la Cerda y de la Cueva (figlia maggiore di Juan de la Cerda y Aragón, VI duca di Medinaceli).
Eleonora divenne alla morte del padre la seconda duchessa di Nocera (relativamente alla casata dei Castelo Rodrigo, ottava in totale), quarta marchesa di Castelo Rodrigo, terza contessa di Lumiares.
Ebbe due matrimoni. Si sposò prima con Aniello de Guzmán y Carafa, figlio di Ramiro Núñez de Guzmán, secondo duca di Medina de las Torres, secondo marchese di Toral, conte di Arzarcóllar e di Anna Carafa della Stadera, terza duchessa di Mondragone. Da queste prime nozze, per quanto tradizionalmente ignorato dalla principali genealogie, nacque un figlio, Félix de Guzmán y Carafa (nato intorno al 1669-1670), il quale morì durante un viaggio a Malta, nel 1688, probabilmente ucciso in quanto concorrente più titolato all'enorme eredità dello famiglia paterna (gli zii Nicola e Domingo de Guzmán Carafa sarebbero morti anch'essi l'anno successivo, nel 1689). Il marito Aniello, viceré di Sicilia dal 1676, era morto nel 1677 a Palermo. Dopo la morte del marito, Eleonora assunse brevemente (dal 16 aprile al 13 maggio del 1677) le funzioni di viceré di Sicilia reggente.
Nel 1679 si risposò con Carlos Homo-Dei Lasso de la Vega (in italiano: Carlo Omodei), secondo marchese di Almonacid de los Oteros, (titolo in precedenza riferito a Villanueva del Ariscal) e quarto di Almonacir, appartenente a una nobile famiglia di origine milanese. Da questo matrimonio il 24 febbraio del 1680 nacque un figlio, morto in fasce dopo pochi mesi.
Nonostante avesse soggiornato a Napoli per un anno, mai la duchessa si recò a far visita alla città di Nocera dei Pagani.
Morì a Madrid il 26 novembre 1706. Non lasciò eredi diretti e il feudo di Nocera, così come il titolo marchionale di Castelo Rodrigo, andarono alla sorella Giovanna de Moura, mentre altri possedimenti in Spagna passarono a Mariana de Guzmán y Vélez Ladrón de Guevara (sorellastra di Aniello de Guzmán y Carafa, nata dal matrimonio di Ramiro Felipe Núñez de Guzmán con Catalina Vélez Ladrón de Guevara).

## Nella cultura di massa
La marchesa Eleonora de Moura è la protagonista del romanzo La rivoluzione della luna di Andrea Camilleri.